# سعدالدین
سعدالدین نام روستایی از توابع بخش شش‌طراز شهرستان خلیل‌آباد در استان خراسان رضوی ایران است. این روستا در دهستان کویر قرار دارد و براساس سرشماری مرکز آمار ایران در سال ۱۳۸۵، جمعیت آن ۱٬۹۶۵ نفر (۵۳۳خانوار) بوده است.

## درآمد و ره‌آورد
اغلب درآمد این روستا کشاورزی است و با برداشت پسته تأمین می‌شود. سعدالدین مرکز چند روستای اطراف خود است و زمین‌های زیر کشت پسته فراوانی دارد. علاوه بر کشاورزی، دامداری نیز موجود است.

## آثار تاریخی
- مسجد جامع سعدالدین
- برج رستم خان